# Lingue della Turchia
Le lingue della Turchia, oltre alla lingua ufficiale che è il turco, includono anche lingue di minoranze che sono il curdo, l'arabo, l'armeno e il greco.

## Lingua ufficiale
La lingua ufficiale del Paese, il turco, è parlato da circa l'86% dei residenti.
Per la maggior parte dei casi si tratta della forma standard, formalizzata nella prima metà del secolo scorso. Sono comunque presenti forme dialettali sia del turco che dell'ottomano.

## Lingue non ufficiali
Tra le lingue non ufficiali spicca, per rilevanza numerica di popolazione che usa tale idioma, il curdo. Tale lingua è parlata dal 12% dei residenti, per lo più residenti nella parte a sud est del Paese. In questa regione la popolazione più anziana utilizza il curdo come prima lingua.
Altre lingue parlate da minoranze che si sono stanziate nel territorio, seppur in alcuni casi come seconda lingua, si trova: l'arabo, l'albanese, l'azero, l'abcaso, l'armeno, il bosniaco, il bulgaro, il circasso, il georgiano, il greco, il ladino, il macedone, il laz, il russo, il polacco lo zazaki e il tedesco.